# Binnendüne nordöstlich Homburg
Binnendüne nordöstlich Homburg este o arie protejată (arie specială de conservare — SAC, sit de importanță comunitară — SCI) din Germania întinsă pe o suprafață de 4,81 ha, integral pe uscat.

## Localizare
Centrul sitului Binnendüne nordöstlich Homburg este situat la coordonatele 49°19′39″N 7°21′35″E / 49.3275°N 7.3597°E.

## Înființare
Situl Binnendüne nordöstlich Homburg a fost declarat sit de importanță comunitară în octombrie 2000 pentru a proteja un număr necunoscut de specii din flora spontană și fauna sălbatică aflate în arealul zonei. Situl a fost protejat și ca arie specială de conservare în ianuarie 2015.

## Biodiversitate
Situată în ecoregiunea continentală, aria protejată conține 3 habitate naturale: Vegetație psamofilă uscată cu pășuni deschise de Corynephorus și Agrostis, Pajiști uscate europene, Păduri de fag Luzulo-Fagetum.
La baza desemnării sitului se află un număr nedeclarat de specii protejate.
Pe lângă speciile protejate, pe teritoriul sitului au mai fost identificate 3 specii de plante.